# Augustin de Beaune
Pour les articles homonymes, voir Beaune (homonymie).
Jean-Baptiste Augustin de Beaune, né le 15 janvier 1796 à Roquemaure (Gard) et mort le 22 novembre 1849 à Paris, est un homme politique français.

## Mandats
- Élu député du Gard en mai 1849, il meurt six mois plus tard pendant la session parlementaire.

## Sources
- « Augustin de Beaune », dans Adolphe Robert et Gaston Cougny, Dictionnaire des parlementaires français, Edgar Bourloton, 1889-1891 [détail de l’édition]